# Drepanophiletis hypocaloides
Drepanophiletis hypocaloides är en fjärilsart som beskrevs av Holland 1894. Drepanophiletis hypocaloides ingår i släktet Drepanophiletis och familjen nattflyn. Inga underarter finns listade i Catalogue of Life.